# Liste des clochers-murs du Morbihan
Cet article recense les édifices religieux du Morbihan, en France, munis d'un clocher-mur.

## Liste
- Bréhan, chapelle Saint-Marc
- Larmor-Baden, église Notre-Dame

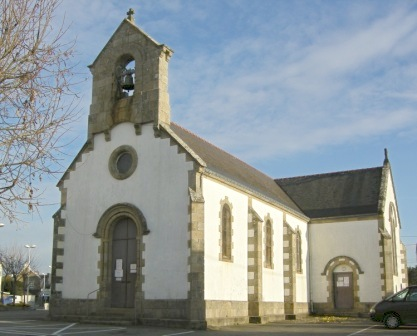
église Notre-Dame de Larmor-Baden